# Hammond (Louisiana)
Hammond è un comune degli Stati Uniti d'America, situato nello Stato della Louisiana, in particolare nella parrocchia di Tangipahoa.

## Storia

### XIX secolo
La città prende il nome da Peter Hammond (1798–1870), forma anglicizzata di Peter av Hammerdal, un immigrato svedese che per primo colonizzò l'area verso il 1818. Peter, un marinaio, fu per un breve periodo imprigionato dagli Inglesi nel carcere di Dartmoor durante le guerre napoleoniche. Scappò approfittando di una rivolta nella prigione, prese la via del mare ed arrivò a New Orleans. Hammond usò i suoi risparmi per comprare l'allora poco costoso terreno a nordest del lago Pontchartrain. Lì piantò delle coltivazioni da cui ricavare alberi e carbone per l'industria marittima di New Orleans. La merce veniva trasportata su carri trainati da buoi fino al fiume Natalbany a Springfield. Peter Hammond possedeva almeno 30 schiavi prima della guerra di secessione ma perse il suo patrimonio durante il conflitto a seguito di un'incursione di soldati dell'Unione nelle sue proprietà.
Peter Hammond è sepolto sotto la cosiddetta Hammond Oak, una quercia della Virginia (Quercus virginiana), vicino alle tombe della moglie Caroline Tucker (1813–1889), di tre figlie e di uno schiavo prediletto.

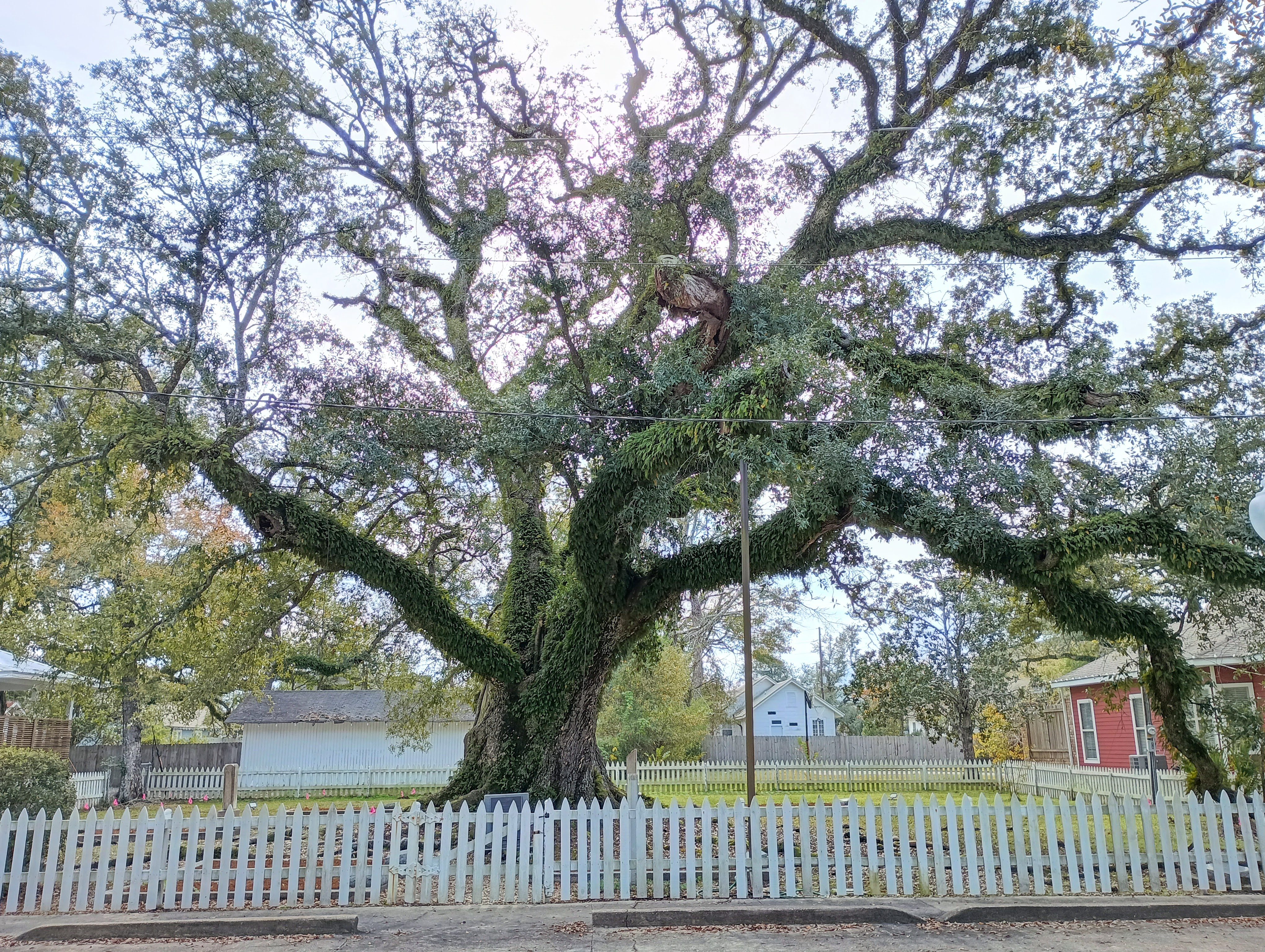
Hammond Oak, Peter Hammond Cemetery

Nel 1854, la ferrovia della New Orleans, Jackson and Great Northern Railroad (più tardi Illinois Central Railroad, ora Canadian National Railway) arrivò nell'area, lanciando lo sviluppo del paese come snodo commerciale e dei trasporti. Il punto in cui la ferrovia incontrava il tratto per Springfield fu all'inizio conosciuto come Hammond's Crossing. 
Durante la guerra civile, la città divenne un centro di produzione di scarpe per l'esercito confederato. L'industria calzaturiera era in mano a Charles Emery Cate (1831–1916), originario del New England, che nel 1860 aveva comprato dei terreni in città per erigere una casa, una fabbrica di scarpe, una conceria ed una segheria. Verso la fine della guerra, Cate tracciò il reticolo viario della cittadina, usando la linea ferroviaria come riferimento e diede a molte strade il nome dei suoi figli: l'attuale Cate Street prende il nome da lui.
Terminata la guerra civile, la città attirò l'industria leggera e varie attività commerciali. Dalla fine del XIX secolo, Hammond divenne una stazione di sosta per i treni dei passeggeri diretti a sud e per gli abitanti di New Orleans che viaggiavano verso nord per allontanarsi dai focolai di febbre gialla.

### XX e XXI secolo
Durante la seconda guerra mondiale, l'aeroporto di Hammond (oggi Hammond Northshore Regional Airport) servì come campo di detenzione per prigionieri di guerra tedeschi. Inoltre, l'Esercito degli Stati Uniti 
utilizzò 15 216 acri (61,58 km²) a est di Hammond, come zona militare (Hammond Bombing and Gunnery Range).